# Hymenaster coriaceus
Hymenaster coriaceus is een zeester uit de familie Pterasteridae.
De wetenschappelijke naam van de soort werd in 1920 gepubliceerd door René Koehler.